# Book of Shadows II
Book of Shadows II – drugi album solowy amerykańskiego gitarzysty Zakka Wylde’a. Wydawnictwo ukazało się 8 kwietnia 2016 roku nakładem wytwórni muzycznej eOne Music. Wylde’a w nagraniach wsparli basista John DeServio i perkusista Jeff Fabb. Gościnnie w nagraniach wziął udział Corey Taylor, znany z występów w zespole Slipknot, który zaśpiewał w utworze pt. „Sleeping Dogs”. 
Album dotarł do 18. miejsca listy Billboard 200 w Stanach Zjednoczonych, sprzedając się w nakładzie 18 tys. egzemplarzy w przeciągu tygodnia od dnia premiery. Produkcja trafiła ponadto na listy przebojów w Wielkiej Brytanii, Szwajcarii, Finlandii, Austrii i Niemczech.

## Lista utworów
Opracowano na podstawie materiału źródłowego.
| 1. „Autumn Changes” – 05:14 2. „Tears of December” – 03:35 3. „Lay Me Down” – 06:06 4. „Lost Prayer” – 04:27 5. „Darkest Hour” – 05:05 6. „The Levee” – 05:47 7. „Eyes of Burden” – 03:43 |  | 1. „Forgotten Memory” – 03:49 2. „Yesterday’s Tears” – 04:15 3. „Harbors of Pity” – 04:10 4. „Sorrowed Regrets” – 05:46 5. „Useless Apologies” – 03:38 6. „Sleeping Dogs” – 04:36 7. „The King” – 04:42 |